# Frontales Augenfeld
Das frontale Augenfeld (engl. Frontal eye fields; FEF) ist ein abgegrenzter Bereich der Großhirnrinde und gehört zur Prämotorischen Rinde. Es übernimmt die höchste Hierarchieebene in der Steuerung der äußeren Augenmuskeln.
Basierend auf Ergebnissen von Primatenstudien ist es im Brodmann-Areal 8 lokalisiert, während es beim Menschen Hinweise darauf gibt, dass diese Lokalisation abweicht und sich das frontale Augenfeld stattdessen im Brodmann-Areal 6 befindet. Das frontale Augenfeld steuert mehrere Kerngebiete im Zwischen- und Mittelhirn (Formatio reticularis pontis paramediana, Nucleus praepositus hypoglossi, Nucleus interstitialis), die wiederum die motorischen Augenmuskelkerne kontrollieren (Nucleus nervi oculomotorii, Nucleus nervi trochlearis, Nucleus nervi abducentis). Eine Schädigung des frontalen Augenfeldes führt dazu, dass willkürliche Augenbewegungen nicht mehr möglich sind. Es tritt eine konjugierte Blickrichtungsabweichung (Déviation conjuguée) zur Seite der Schädigung auf (Herdblick, Prévost-Zeichen).